# Kunstschwarmverfahren
Kunstschwarmverfahren sind Sanierungsverfahren, die bei Honigbienen angewendet werden, die von bestimmten Krankheiten wie der Amerikanischen oder Europäischen Faulbrut oder Parasiten wie der Varroamilbe infiziert bzw. befallen sind. Diese Verfahren lassen sich aber nicht in allen Fällen anwenden, speziell bei der Faulbrut nur dann, wenn deren Befall noch nicht so massiv ist, dass ein Abtöten der Völker notwendig wäre.

## Geschichte
Die Amerikanische Faulbrut ist eine Erkrankung der Westlichen Honigbiene. Sie wird durch das Bakterium Paenibacillus larvae verursacht, das speziell die verdeckelten Larven der Bienen befällt und diese abtötet. 1905 wurde das Bakterium durch G.F. White identifiziert und von der Europäischen Faulbrut unterschieden. Ursprünglich wurden befallene Völker durch Abtöten vernichtet, indem man sie mit Schwefeldioxid vergiftete und die befallenen Bienenstöcke verbrannte. In den 1990ern entwickelte Robert Henne ein Verfahren, um u. a. mit AFB befallene Völker zu sanieren, das Kunstschwarmverfahren oder Offener Kunstschwarm genannt wird. Eine Übersicht über Gefahren und Bekämpfungsmethoden der AFB gibt Frithjof Koithan in seiner Dissertation.
Der Befall mit der Varroamilbe ist seit den 2000er Jahren für die Bienen problematisch und ist Hauptursache für das Bienensterben zu dieser Zeit. Neben chemischen Methoden mit diversen organischen Säuren und Pyrethroide, gegen die allerdings in einigen Fällen schon Resistenzen aufgetreten sind, hat sich als flankierende Maßnahme eine Variante des Kunstschwarmverfahren nach Liebig etabliert (Teilen und behandeln).

## Durchführung

### Faulbrutbekämpfung
Die Methode nach Henne beschreibt er selber ausführlich in folgendem Link, mit Bildern und genauen Durchführvorschriften wird er in einer Präsentation des Bieneninstituts Kirchhain des Landesbetriebs Landwirtschaft Hessen beschrieben. Kurz zusammengefasst geht man folgendermaßen vor.
- Der Boden der  Beute verbleibt am bisherigen Standort, die Zargen werden zur Seite gestellt
- Die Brut- und Futterwaben werden aus den Zargen entfernt, ggf. wird die Königin gesucht und gekäfigt
- Die Bienen werden von den entnommenen Rähmchen in eine leere Zarge oder Beute gefegt, die auf den bisherigen Boden gestellt wird, was zügig passieren muss.
- Auf diese neue Beute (ohne Rahmen) kommt ein Absperrgitter und eine Folie, damit sich der Bienenschwarm festsetzen kann.
- Die alten Rahmen werden bienensicher verstaut und durch Verbrennen vernichtet.
- Die Bienen lässt man ohne Füttern mindestens zwei bis drei Tage frei fliegen, damit der Darminhalt sicher komplett ausgeschieden wird. Begonnener Wabenbau wird entfernt, damit sicher keine neue Brut angelegt werden kann (Hungerphase).
- In dieser Zeit werden die bisherigen Beuten gründlich gereinigt und mit 2%iger Natriumhydroxid-Lösung oder bei Holzzargen mit offener Flamme desinfiziert.
- Nach der Hungerphase werden abends die desinfizierten Zargen mit Rähmchen und Mittelwänden versehen und mit neuem Deckel auf das Volk gestellt sowie die Folie dazwischen entfernt. Die gekäfigte Königin wieder zum Volk gegeben oder umgeweiselt.
- In der Nacht zieht das Volk um; am nächsten Morgen werden die untere Zarge und der Boden entfernt und gegen einen neuen oder desinfizierten Boden ausgetauscht.
- Je nach Trachtlage wird vorsichtig beigefüttert.
- Die zwischenzeitlich genutzten Materialien werden desinfiziert.

### Varroabekämpfung
Zur Varroabekämpfung nach Liebig geht man folgendermaßen vor: Die Beute wird versetzt, wobei einige Meter ausreichen und an die Stelle, an der die Beute ursprünglich stand, wird eine leere, mit Rähmchen und Mittelwänden und ggf. Futterwaben bestückte Beute gestellt. Die Flugbienen wechseln nahezu komplett in den neuen Stock, die Stockbienen mit der Brut bleiben im alten Stock zurück, die Königin wird mit einer Futterzelle in den Flugschwarm versetzt. Da die Bienen im neuen Stock brutfrei sind, können sie zwei Tage nach der Schwarmbildung mit Milchsäure gegen Varroa behandelt werden. Nach 21 Tagen ist das Brutvolk brutfrei und kann nun auch mit Milchsäure gegen Varroa behandelt werden. Jetzt kann entschieden werden, ob die beiden Teilvölker wieder vereint werden, oder das Brutvolk mit einer neuen Königin versehen wird. Die praktische Durchführung wird in einem Lehrvideo von Liebig demonstriert.